# Дворчаны (Камайский сельсовет)
Дворчаны — деревня в Поставском районе Витебской области Республики Беларусь. Входит в состав Камайского сельсовета.

## География
Расположен на юго-западе  области, в пределах Северной агроклиматической области.
В деревне есть две основные улицы: Молодёжная и Школьная.

## История
Дата основания не известна. В годы СССР работала школа, клуб, фельдшерско-акушерский пункт, парикмахерская и свой сельский совет. Сажали и сушили лён (был одним из важных поставщиков льна в  Поставском районе). Так же деревня служила КПП на въезд в город Поставы, так как город был военным, пропуск осуществлялся только мечты жителям, но после расформирования 206-й отдельной эскадрильи перестал выполнять свою функцию.

## Инфраструктура
Основа экономики — сельское хозяйство .
Остался лишь колхоз и фельдшерско-акушерский пункт. Школьники с деревни Дворчаны из-за отсутствия школы на месте, отправляются в Камайской СШ. Функционирует колхоз (теперь он принадлежит ОАО Камайский агро) . Есть магазин.

## Транспорт
Проходит европейская автомагистраль Р-110. Есть остановка общественного транспорта.